# Lampona murina
Lampona murina és una espècie d'aranyes araneomorfes de la família dels lampònids (Lamponidae). Fou descrita per primera vegada l'any 1873 per L. Koch.
El mascle descrit per Platnick l'any 2000 fa 9,2 mm i la femella 12,6 mm.
Aquesta espècie es troba a Austràlia, a Queensland, a Nova Gal·les del Sud, al Territori de la Capital Australiana i a Victòria. Ha estat introduïda a les illes de Lord Howe, Norfolk i a Nova Zelanda (illa del Nord i illes Kermadec.